# 영정각 (원주시)
영정각(影幀閣)은 조선 후기의 문신, 문인, 시인 송곡 이서우(松谷 李瑞雨, 1633 ~ 1709)의 사당으로, 대한민국 강원특별자치도 원주시 부론면 단강1리 산90번지 작실부락에 있다. 숙종대에 건립되었으나 현재의 건물은 1968년에 복원한 것이다. 인근에는 작실부락 마을회관과 구.단강초등학교 부지 등이 있다.

## 개요
이서우(李瑞雨)는 조선 후기의 문신, 시인으로, 자는 (潤甫)·휴징(休徵), 호는 송곡(松谷), 송파(松坡)이며 구계(癯溪)·계옹(溪翁) 등의 별호를 사용하였다. 본관은 우계(羽溪)이다. 고려 국자감대사성 이순우와 조선 중기의 무신 이지방의 후손이다. 윤선도, 윤휴, 허목의 문인으로, 1651년 생원시에 합격하고 1660년 문과에 급제한 후 한동안 한직에 있다가 허목, 윤휴가 번갈아 추천하여 1675년 사간원정언에 임명, 인조 반정이후 북인가문으로는 처음 청요직에 올랐으며, 남인으로 전향하여 활동하였다.
숙종이 세자시절, 정월 대보름에 남산골에 미행을 왔다가 고학하던 그를 딱하게 여긴 숙종이 그에게 약밥과 마제은 한덩이를 던져 주었다. 그러나 그는 마제은 한덩이를 쓰지 않았고, 숙종이 어느 해 조회에 남산골 선비를 추억하자 이서우는 그 선비가 자신임을 밝히고 부복하였다. 이서우는 숙종이 별감을 시켜 던져준 마제은 한덩이를 징표로 내놓았고, 마제은이 한치도 닳지 않자 그의 청렴성에 감격한 숙종이 이서우를 청요직에 발탁했다고 한다. 예송 논쟁 당시 남인의 중진 논객으로 송시열, 송준길 등의 기년복에 맞서 허목, 윤휴의 3년복설을 지지하였다.
1680년 경신환국으로 파직되었다가 1688년 기사환국으로 복직하고, 1694년 갑술환국으로 파면되었다가 1697년 복관되었으나 관직에 나가지 않았다. 저서로는 송파집 20권, 강사 2권 등을 남겼다.
원주시 부론면 정산리에서 염태고개를 지나서 구 단강초등학교(부론초등학교 단강분교)터 방향으로 가다가, 구 단강초교 터로 진입하기 직전, 도로에서 갈라진 옆길을 따라 1.2km 정도 들어가다 보면 길옆에 있고, 작실마을회관 뒷편에서 갈라지는 삼거리에서 북쪽으로 가는 길 바로 옆에 위치해 있다. 원래의 건물은 조선 숙종 때 건립되었으나 지금의 건물은 현대에 와서 1968년에 개보수된 것이다. 영정각 주변에는 밭이 있고, 입구 전면에는 작실마을회관과 큰 나무가 한그루 서 있다. 해마다 음력 3월 1일 유림들과 후손들이 모여 제사를 지내고 있다.

## 같이 보기
- 이서우
- 예송 논쟁
- 송파집